# Chiara Pinfari
Chiara Pinfari (Mantova, 19 marzo 1940 – Mantova, 7 ottobre 2024) è stata una politica italiana, sindaca di Mantova dall'8 maggio al 5 settembre 1995.

## Biografia
Dopo aver conseguito nel 1963 la laurea in scienze politiche presso l'Università Cattolica del Sacro Cuore, si dedicò all'insegnamento della filosofia nelle scuole superiori.
Per anni presidente diocesana dell'Azione Cattolica, aveva presieduto la Casa del Sole, un centro per la cura di persone portatrici di handicap.

### Attività politica
Membro del Partito Popolare Italiano, in occasione delle elezioni comunali del 1995 diventò la candidata ufficiale dell'Ulivo per la carica di sindaco di Mantova, venendo eletta al ballottaggio con il 65,21%.
Insediatasi nel mese di maggio, il suo mandato terminò dopo soli quattro mesi: non essendosi dimessa in tempo dalla presidenza di un istituto convenzionato con le aziende sanitarie locali che riceveva contributi sia dalla Regione che dal Comune di Mantova, la corte d'appello di Brescia accoglie i ricorsi di ineleggibilità presentati dal Polo per le Libertà, decretando così la sua decadenza dalla carica di prima cittadina.
Alle elezioni amministrative del 2000 si candidò al consiglio comunale di Mantova nella lista civica Per Mantova a sostegno del sindaco uscente Gianfranco Burchiellaro, venendo poi eletta.